# Nitrito d'isobutile
Il nitrito d'isobutile , C4H9NO2, è un estere dell'isobutanolo e dell'acido nitroso, a struttura chimica (CH3)2CH-CH2-O-N-O. Si presenta come un liquido giallo paglierino di odore pungente. Agisce come vasodilatatore ed è usato come sostanza stupefacente per via inalatoria.

## Impieghi
Il nitrito d'isobutile in passato era usato per il trattamento di alcune patologie cardiache come l'angina pectoris, ma le sue indicazioni mediche oggi si limitano alle intossicazioni da cianuro. Viene anche utilizzato come stupefacente in quanto induce un breve stato di euforia, prolungato dall'assunzione contemporanea di altre sostanze stimolanti come la cocaina o l'ecstasy.
In Italia non è soggetta a restrizioni in quanto sostanza d'abuso, ma a partire dal 2007 ne è vietata la vendita al pubblico essendo stata dimostrata la sua cancerogenicità.